# بريت نيلسون
بريت نيلسون (بالإنجليزية: Brett Nelson)‏ هو كاتب أغاني ومغني أمريكي، ولد في 1969.

## وصلات خارجية
- بريت نيلسون على موقع ميوزك برينز (الإنجليزية)
- بريت نيلسون على موقع أول ميوزيك (الإنجليزية)
- بريت نيلسون على موقع ديسكوغز (الإنجليزية)